# Tělo textu
Tělo textu je v typografii část textu, která obsahuje hlavní sdělení knihy, časopisu, webové stránky nebo jiné tiskoviny. Tělo textu je v opozici k záhlaví stránky, zápatí stránky a titulní stránce nejen obsahem, ale i formou (stylem) sazby. Tělo textu by mělo mít takovou úpravu, aby nebyl čtenář rušen a mohl se při čtení koncentrovat na obsah sdělení, které je v těle textu obsaženo. Mezi hlavní typografické zásady tak patří, že v těle textu je nutné šetřit zvýrazňujícími prostředky (tučné, podtržené písmo, barvy, velikost písma apod.) a používat jeden zvolený font (typ písma).